# Crypsis aculeata
Crypsis aculeata o garranchuelo, es una especie de planta herbácea perteneciente a la familia de las poáceas.   

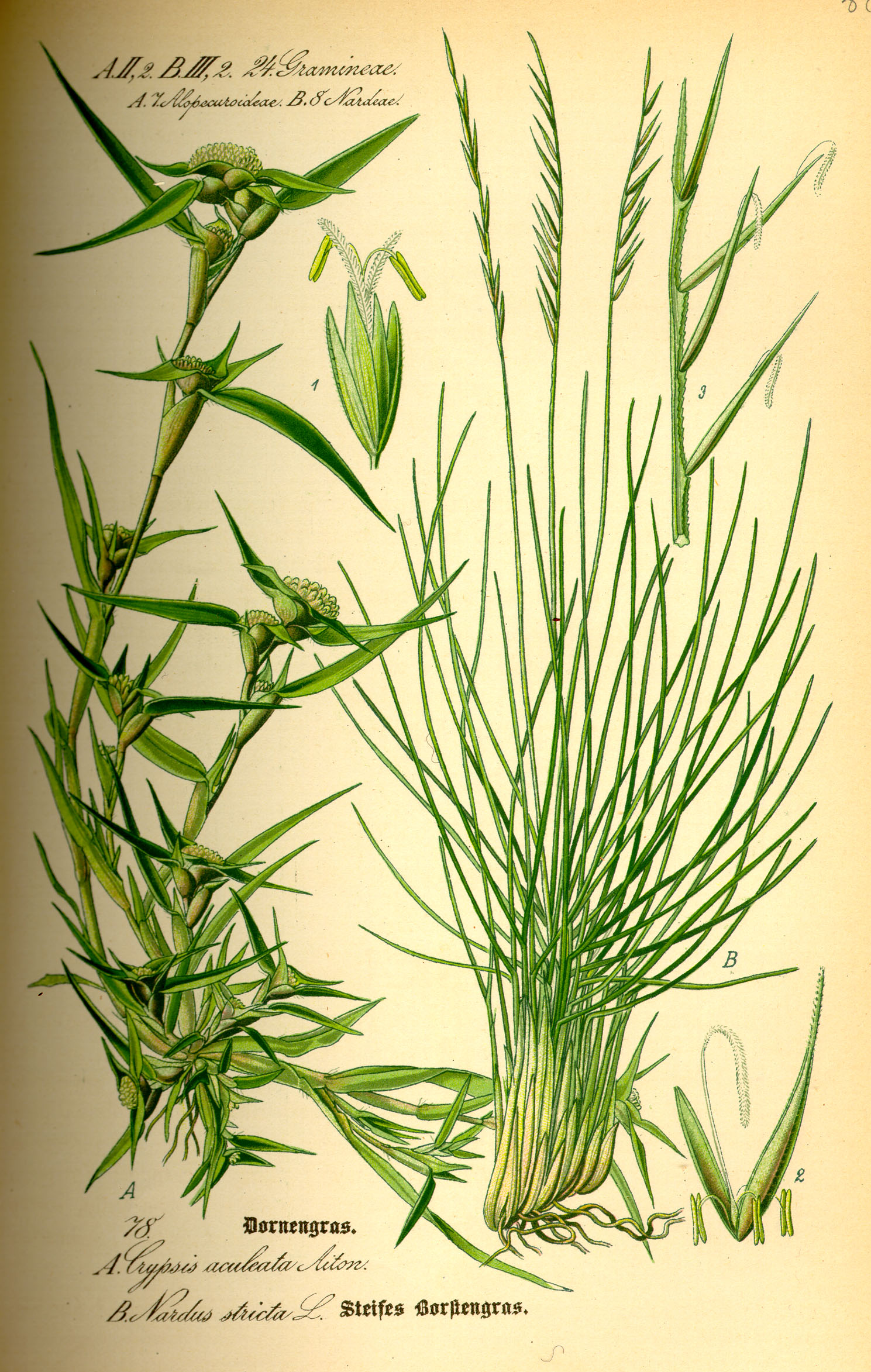
Ilustración de Nardus stricta y Crypsis aculeata

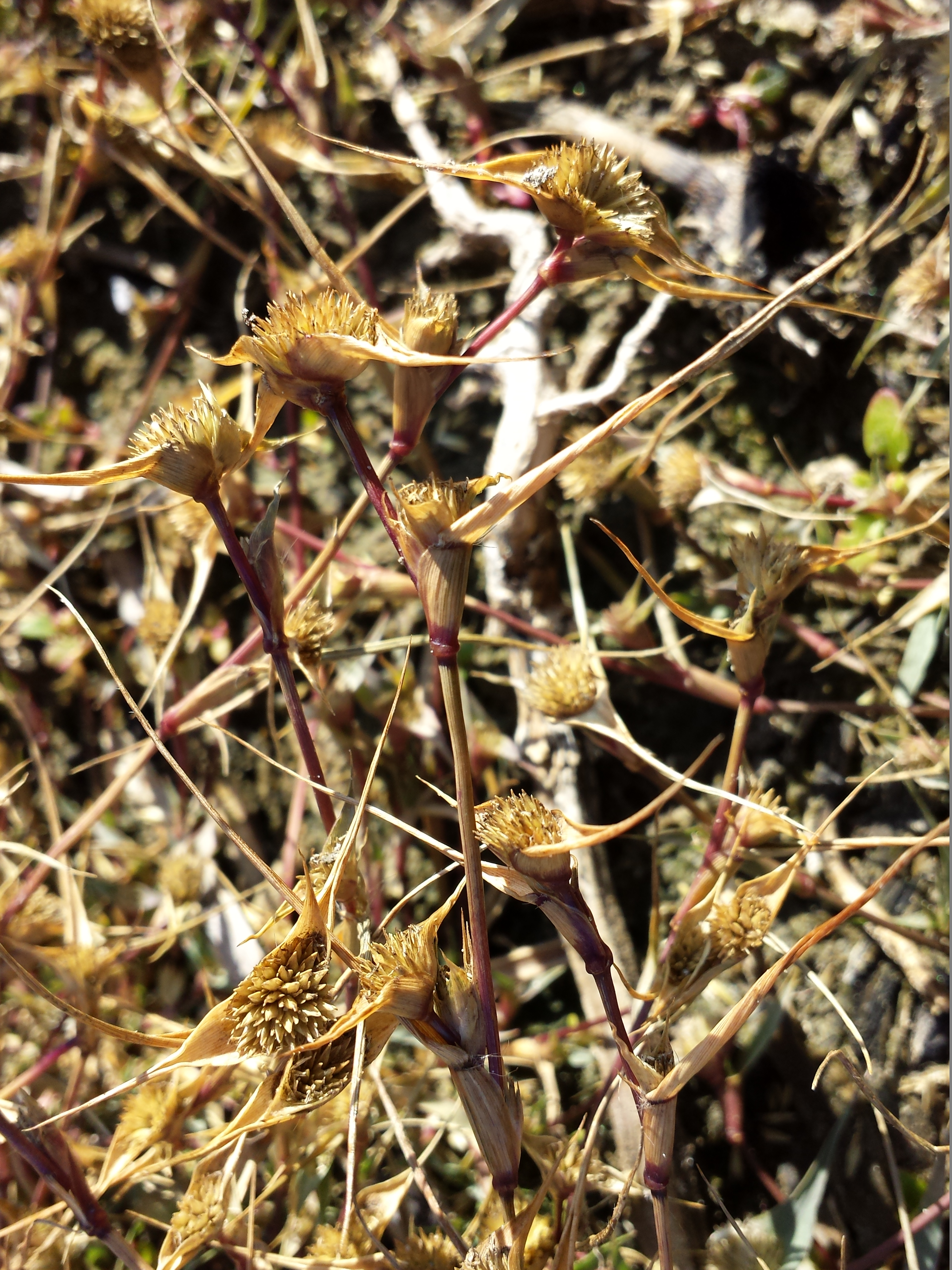
Vista de la planta

## Descripción
Son plantas anuales que tiene tallos de 1-18 cm de altura, decumbentes, glabros. Hojas con vaina ciliada en la zona de contacto con el limbo; lígula de pelos de 0,3 mm. La inflorescencia en panícula de 0,5-1 cm de diámetro, cubierta en la base por 2 vainas opuestas. Espiguillas de 3-4 mm. Glumas obtusas, aquilladas, membranosas, con quilla escábrida. Lema de 3,5-3,8 mm, obtusa. Pálea aproximadamente tan larga como la lema, membranosa. Anteras de 0,8-1 mm. Cariopsis de  2 x 0,7 mm. Tiene un número de cromosomas de 2n = 16. Florece de junio a octubre.

## Distribución y hábitat
Se encuentra en sitios temporalmente inundados por agua dulce o salobre. Frecuente. Litoral, Marisma. Distribución general. por Europa, NW y Norte de África, SW y W de Asia; introducida en Sudáfrica.

## Taxonomía
Crypsis aculeata fue descrita por  (L.) Aiton y publicado en Hortus Kewensis; or, a catalogue . . . 1: 48. 1789.
Etimología
Crypsis nombre genérico que deriva del griego kryptos = (oculto, encubierto), refiriéndose a la parte de inflorescencia oculta.
aculeata: epíteto latíno que significa "con espinas o aguijones"
Sinonimia
- Agrostis aculeata Scop.
- Anthoxanthum aculeatum L.f.
- Antitragus aculeatus (L.) Gaertn.
- Crypsis schoenoides P.Beauv.
- Heleochloa diandra Host
- Ischaemum aculeatum Munro
- Pallasia aculeata (L.) Kuntze
- Phleum aculeatum (L.) Lam.
- Raddia aculeata (L.) Mazziari
- Schoenus aculeatus L.[6][7]